# Yakuhananomia tui
Yakuhananomia tui is een keversoort uit de familie spartelkevers (Mordellidae). De wetenschappelijke naam van de soort is voor het eerst geldig gepubliceerd in 1996 door Horák.